# Štítnik (Fluss)
Der Štítnik ist ein 32,4 km langer Fluss in der Slowakei und ein linksseitiger Zufluss der Slaná.
Die Flussquelle befindet sich am Südwesthang der Stolica in den Stolické vrchy, auf einer Höhe von ungefähr 1240 m n.m. und der Fluss passiert zuerst dichte Wälder in südöstlicher Richtung, bevor er bei Čierna Lehota die Wälder verlässt. Im weiteren Verlauf fließt der Štítnik durch Slavošovce, Rochovce, Ochtiná, bevor er zwischen Roštár und Štítnik den linksufrigen Hankovský potok aufnimmt. Danach fließt der Fluss weitgehend Richtung Süden durch Štítnik, Kunova Teplica und Pašková und trennt dort die zwei Plateaus im Slowakischen Karst, die Plešivská planina und Koniarska planina, voneinander.
Die Mündung in die Slaná liegt nördlich von Plešivec.